# Archives départementales de l'Eure
Les archives départementales de l'Eure sont un service du conseil départemental de l'Eure. Elles se situent en centre-ville d'Évreux, au 2 rue de Verdun. La salle de lecture des Archives départementales ferme pendant la semaine de Noël. Elle est habituellement ouverte les mercredis, jeudis et vendredis. 

## Histoire

### Bâtiments
Créées en 1796, et prenant la suite des archives du Directoire établies en 1791, les archives départementales ont été installées dans les locaux du directoire du département, puis de la préfecture. En 1859, elles s'installent dans un bâtiment spécialement construit pour elles, à proximité immédiate de la préfecture.
En 1939, elles traversent la rue pour gagner leur bâtiment actuel, construit par l'architecte départemental Robert Victor Hugot sur l'emplacement de l'ancienne prison (séminaire des Eudistes détruit en 1924). Le bâtiment a été agrandi en 1965 (doublement de la capacité de stockage), puis restructuré et agrandi en 1991.

### État des archives
Les fonds des archives départementales de l'Eure sont de bonne qualité et toutes les séries y sont bien représentées. Elles ont toutefois été victimes de deux sinistres. En 1911, un incendie a détruit une partie des archives du greffe du tribunal d'Évreux, des Ponts-et-Chaussées et des collections de presse. En 1927, un autre incendie a détruit les archives du greffe du tribunal des Andelys.

### Directeurs
- 1791-1792 : Étienne-David Pain
- 1792-1793 : Eustache Lampérière
- 1793-1794 : Gassouin
- 1794 : Edeline
- 1794-1810 : Delhomme
- 1810-1813 : Lemoyne
- 1813-1830 : Royer-Véricourt
- 1830-1851 : Marie-Étienne Lorin
- 1851-1874 : abbé Pierre-François Lebeurier
- 1874-1879 : François Doblet
- 1879-1901 : Georges Bourbon
- 1902-1906 : Georges Besnier
- 1906-1912 : Robert Anchel
- 1912-1919 : Jean Verrier
- 1919-1923 : Maurice Béguin
- 1923-1925 : François Merlet
- 1925-1949 : Marcel Baudot
- 1949-1968 : Michel Le Pesant
- 1968-1973 : Ivan Cloulas
- 1973-1982 : Claude Lannette
- 1982-2005 : Éliane Carouge-Deronne
- 2005-2009 : Vincent Doom
- 2009-2014 : Frédéric Laux
- 2014-2023 : Thomas Roche
- Depuis 2024 : Marie Taupiac

## Classement
Les archives anciennes, issues des administrations et juridictions de l'Ancien Régime, des établissements religieux et des familles émigrées, sont classées en séries A à E, G et H, et représentent 850 mètres linéaires. Elles sont inventoriées en quasi-totalité.
Les archives modernes, provenant des administrations et tribunaux révolutionnaires, des services publics de l'Empire à la IIIe République, représentent 5 km linéaires. Pour les séries L, M, O, R, T, V, X et Z, on peut consulter des répertoires imprimés. Pour les séries K, N, P, Q, S et U, les instruments de recherche sont plus partiels.
Les archives contemporaines, de 1940 à nos jours, s'accroissent toujours davantage chaque année. Leur métrage est de 8 km en 2005 et elles couvrent tous les domaines d'intervention de l'État, du Conseil général de l'Eure et des différents établissements publics. Elles sont classées en séries W.

## Fonds numérisés accessibles en ligne
- Registres paroissiaux de 1529 à 1792
- Registres d'état civil de 1793 à 1912
- 27 000 cartes postales anciennes
- Listes nominatives des recensements de population (1891, 1896, 1901, 1906 et 1911)
- Matricules militaires : tables alphabétiques de 1867 à 1928 et registres de 1867 à 1909

## Pour approfondir